# Macroscepis stevensii
Macroscepis stevensii är en oleanderväxtart som beskrevs av Morillo. Macroscepis stevensii ingår i släktet Macroscepis och familjen oleanderväxter. Inga underarter finns listade i Catalogue of Life.